# Christin Lathrop
Christin Lathrop (1981) è un'ex sciatrice alpina statunitense.
È sorella di Jenny, a sua volta sciatrice alpina.

## Biografia
Attiva in gare FIS dall'agosto del 1996, in Nor-Am Cup la Lathrop esordì il 26 gennaio 1997 a Sugarloaf in supergigante (29ª) e ottenne il primo podio l'8 gennaio 2001 a Lake Louise in discesa libera (3ª). Nel circuito continentale nordamericano salì altre tre volte sul podio (l'ultima il 2 dicembre 2002 ad Aspen in supergigante, 3ª), e prese per l'ultima volta il via il 3 dicembre 2004 a Winter Park in slalom gigante (27ª); si ritirò al termine di quella stessa stagione 2004-2005 e la sua ultima gara fu uno slalom gigante FIS disputato il 23 marzo a Burke, chiuso dalla Lathrop al 16º posto. In carriera non debuttò in Coppa del Mondo né prese parte a rassegne olimpiche o iridate.

## Palmarès

### Nor-Am Cup
- Miglior piazzamento in classifica generale: 7ª nel 2001
- 4 podi:
  - 1 secondo posto
  - 3 terzi posti